# بياتريس دي كاردي
بياتريس دي كاردي (بالإنجليزية: Beatrice de Cardi)‏ (و. 1914 – 2016 م) هي عالمة الإنسان، وعالمة آثار من المملكة المتحدة .

## التعليم
تعلمت في مدرسة سانت بول للبنات، وكلية لندن الجامعية

## جوائز
حصلت على جوائز منها:
- honorary fellow
- ضابط رتبة الإمبراطورية البريطانية (1973).